# Babuvismo
Il babuvismo è stato un movimento politico nato durante la rivoluzione francese che prende il nome dal suo fondatore François Noel Babeuf.
Si tratta, in sintesi, di un movimento secondo cui il potere politico deve occuparsi praticamente per intero delle attività lavorative e redistribuire in maniera equa i prodotti.